# Могошешти (Долж)
Могошешти (рум. Mogoșești) насеље је у Румунији у округу Долж у општини Гојешти. Oпштина се налази на надморској висини од 125 m.

## Становништво
Према подацима из 2002. године у насељу је живело 274 становника, од којих су сви румунске националности.